# Гришин, Виктор Борисович
Ви́ктор Бори́сович Гри́шин (20 октября 1950 — 19 сентября 2016) — советский и российский музыкант, ударник, литаврист, композитор. Солист Большого театра, профессор Московской государственной консерватории. Основатель и многолетний руководитель Ансамбля ударных инструментов Большого театра. Заслуженный артист Российской Федерации (1993).

## Биография
В 1969 году окончил музыкальное училище при Московской консерватории в классе В.А.Сенкевича, в 1974 году — Московскую государственную консерваторию в классе В. М. Снегирёва. С 1977 года преподавал на кафедре духовых и ударных инструментов Оркестрового факультета МГК, в 2007 году ему было присвоено ученое звание профессора. С 1995 года также преподавал в музыкальном училище при Московской консерватории.
В 1972—1973 годах работал в Симфоническом оркестре Всесоюзного радио и центрального телевидения. С 1973 г. — солист оркестра Большого театра, с 1978 года руководил ансамблем ударных инструментов театра. Свыше 10 лет играл в ансамбле солистов театра под руководством А. Н. Лазарева.
Член Российского союза композиторов.
Автор многочисленных музыкальных произведений, переложений и аранжировок для ударных инструментов соло, ансамблей ударных инструментов и других музыкальных составов. Автор музыки к балету «Сны о Японии» поставленного балетмейстером Алексеем Ратманским в Большом театре и удостоенного национальной театральной премии «Золотая маска».
Известный педагог, составитель хрестоматий и сборников пьес для обучения игре на ударных инструментах.
Похоронен на Северном Хованском кладбище, участок №288.

## Награды и звания
- Медаль ордена «За заслуги перед Отечеством» II степени (2001)[4].
- Заслуженный артист Российской Федерации (1993)[2].